# Вавельський дракон

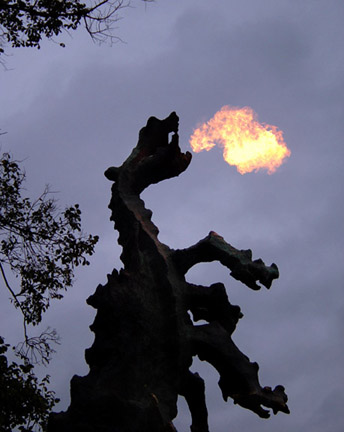
Вавельський Смок

Ва́вельський драко́н (пол. smok wawelski) — легендарний дракон, який нібито жив у печері (що називалася Драконовою ямою) біля підніжжя Вавельського пагорба у Кракові.

## Легенда

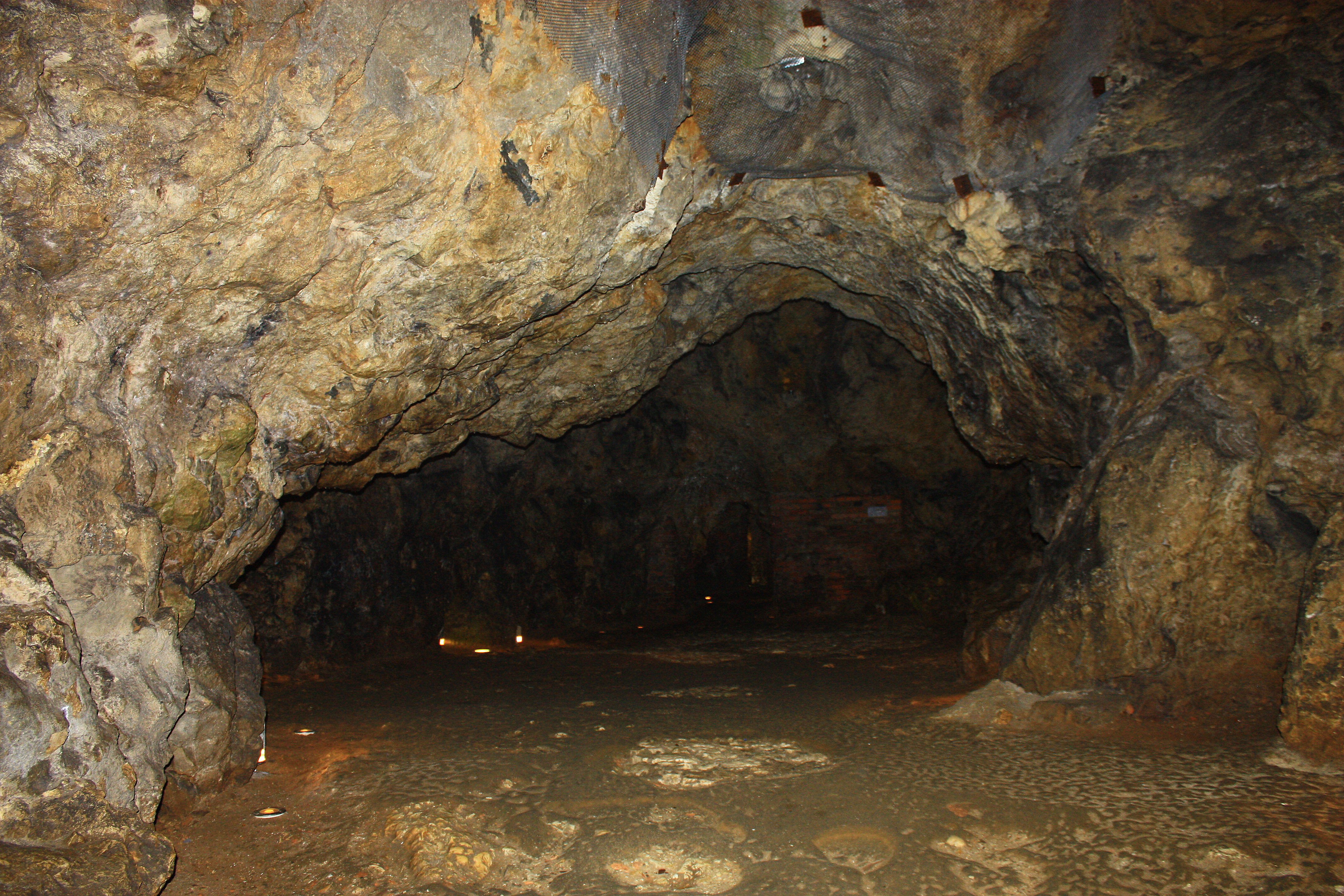
Драконова яма

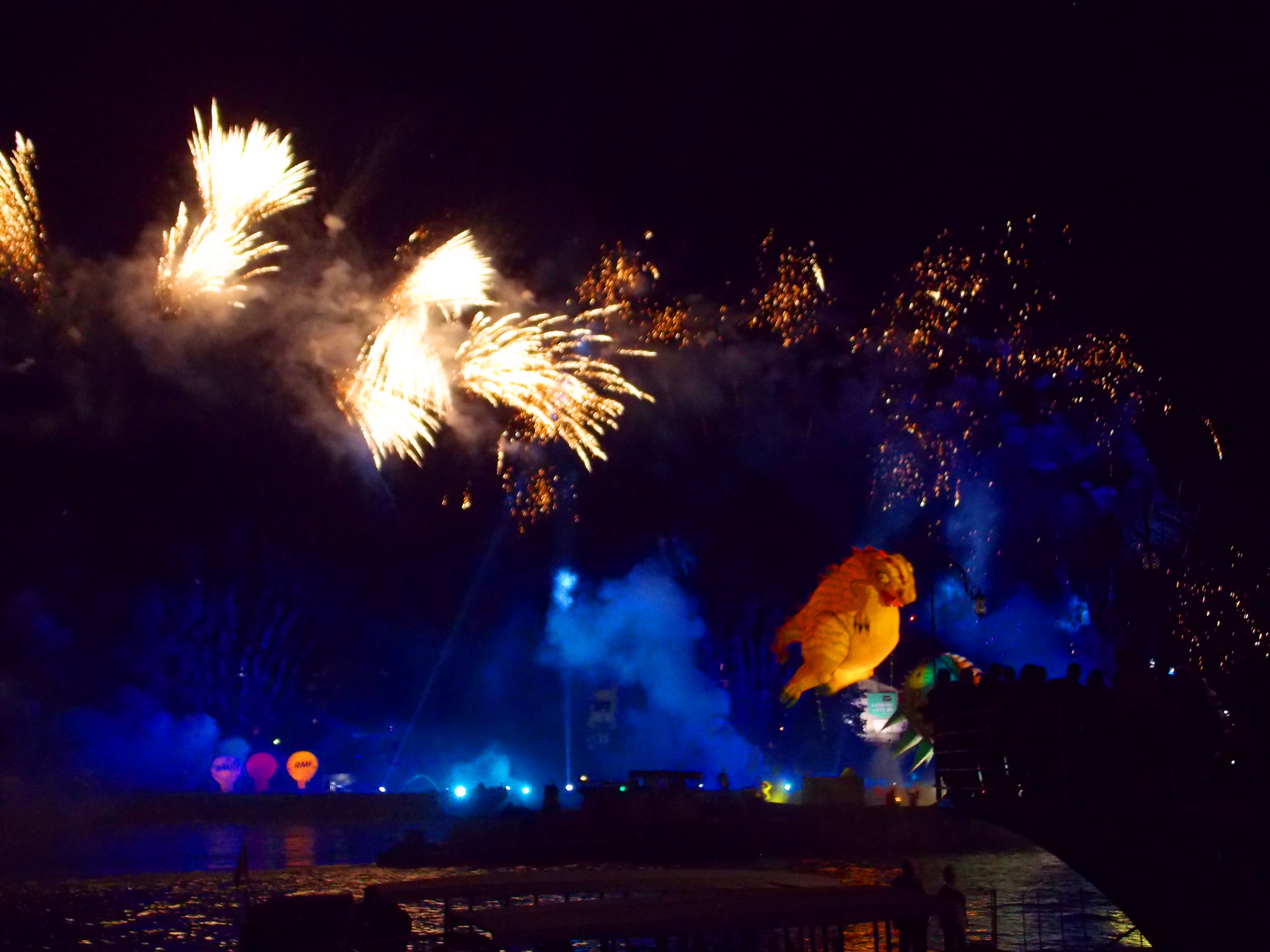
Великий парад драконів у Кракові

Згідно з найдавнішим варіантом цієї легенди (XII ст.), викладеним Вікентієм Кадлубеком, у часи правління короля Крака (легендарного засновника Кракова, від імені якого місто одержало свою назву) у Кракові з'явилася істота — дракон, якого називали живоглотом (пол. całożerca, лат. holophagus — тобто істота, яка ковтала своїх жертв живцем). Раз на тиждень дракону належало приносити у жертву вівцю; якщо ж він не одержував її, то взамін пожирав людей. 

Щоб врятувати місто від чудовиська, Крак послав двох своїх синів, Крака і Леха, вбити дракона. Здолати змія в поєдинку сини не змогли, тому пішли на хитрість. Вони набили шкіру вівці сіркою, і, проковтнувши це опудало, дракон задихнувся. Після смерті чудовиська брати посварилися через те, кому з них належить перемога. Один з братів убив іншого, а повернувшись до замку, сказав, що другий брат загинув у битві з драконом. Однак після смерті Крака таємницю братовбивці було розкрито і його вигнали з країни.
Ян Длугош у своїй хроніці перемогу над драконом приписав самому королю, а братовбивство переніс на той час, коли Крак вже помер.
Інша версія легенди (XV ст.), що належить Мартіну Більському, свідчить, що дракона переміг швець Скуба. Він підкинув монстру барана, начиненого сіркою. Дракону, що з'їв барана, почало так пекти у горлі, що він випив половину Вісли і луснув.
У 1972 році біля Вавельського пагорба на Червенському бульварі було поставлено пам'ятник дракону, автором якого є польський скульптор Броніслав Хромий. Дракон вивергає вогонь кожні 5 хвилин або по СМС з текстом «smok».

## Галерея

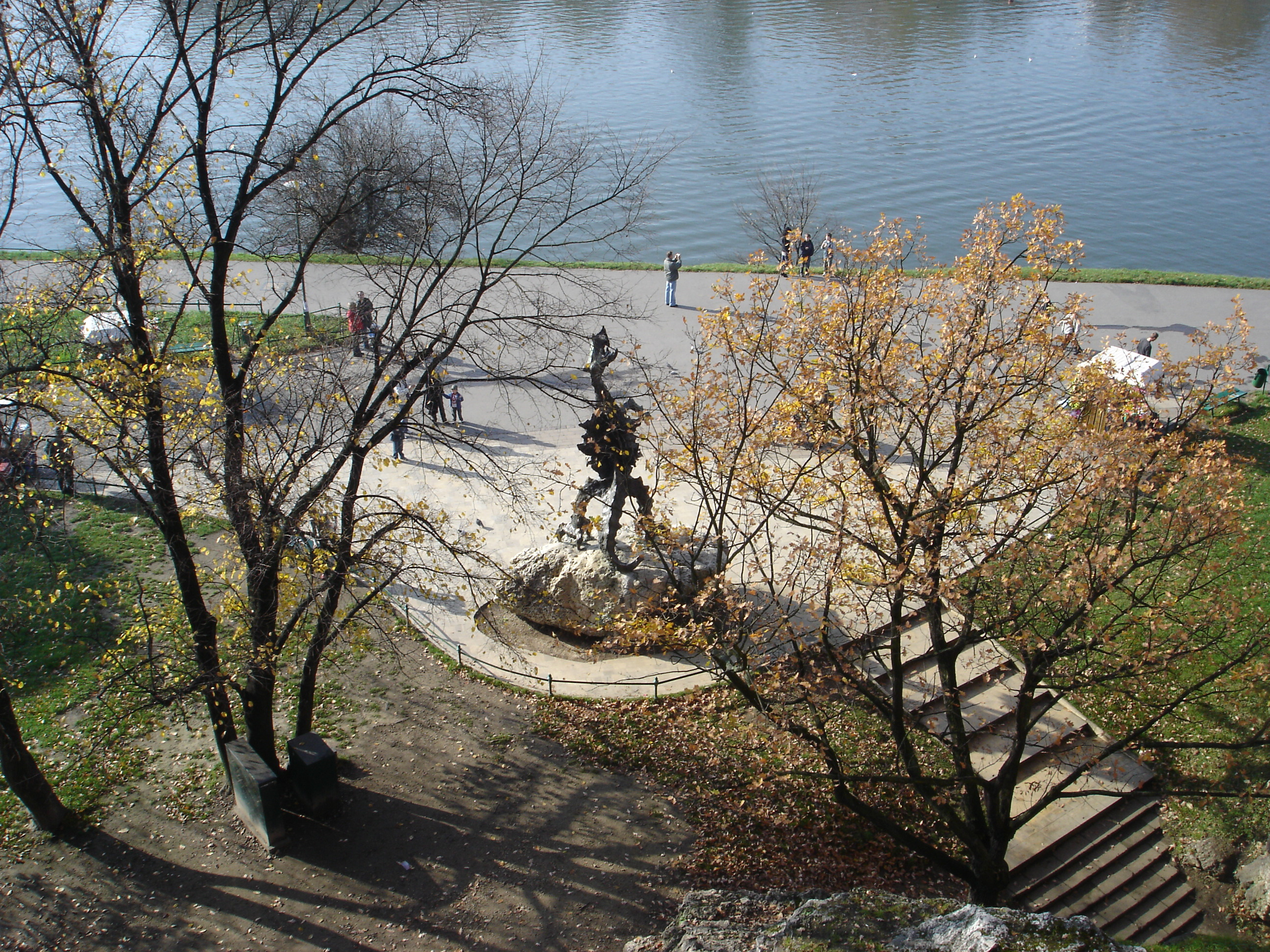
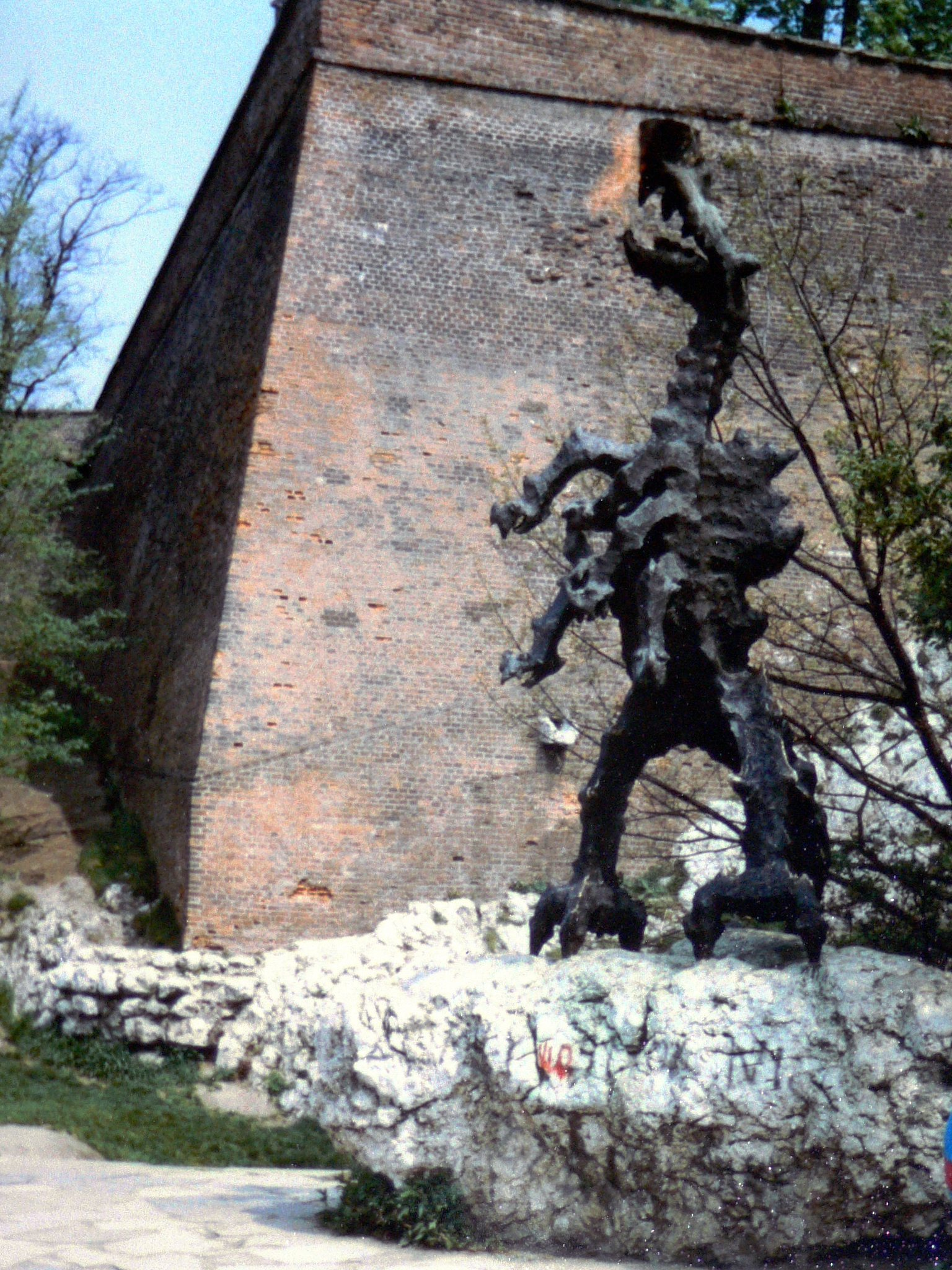
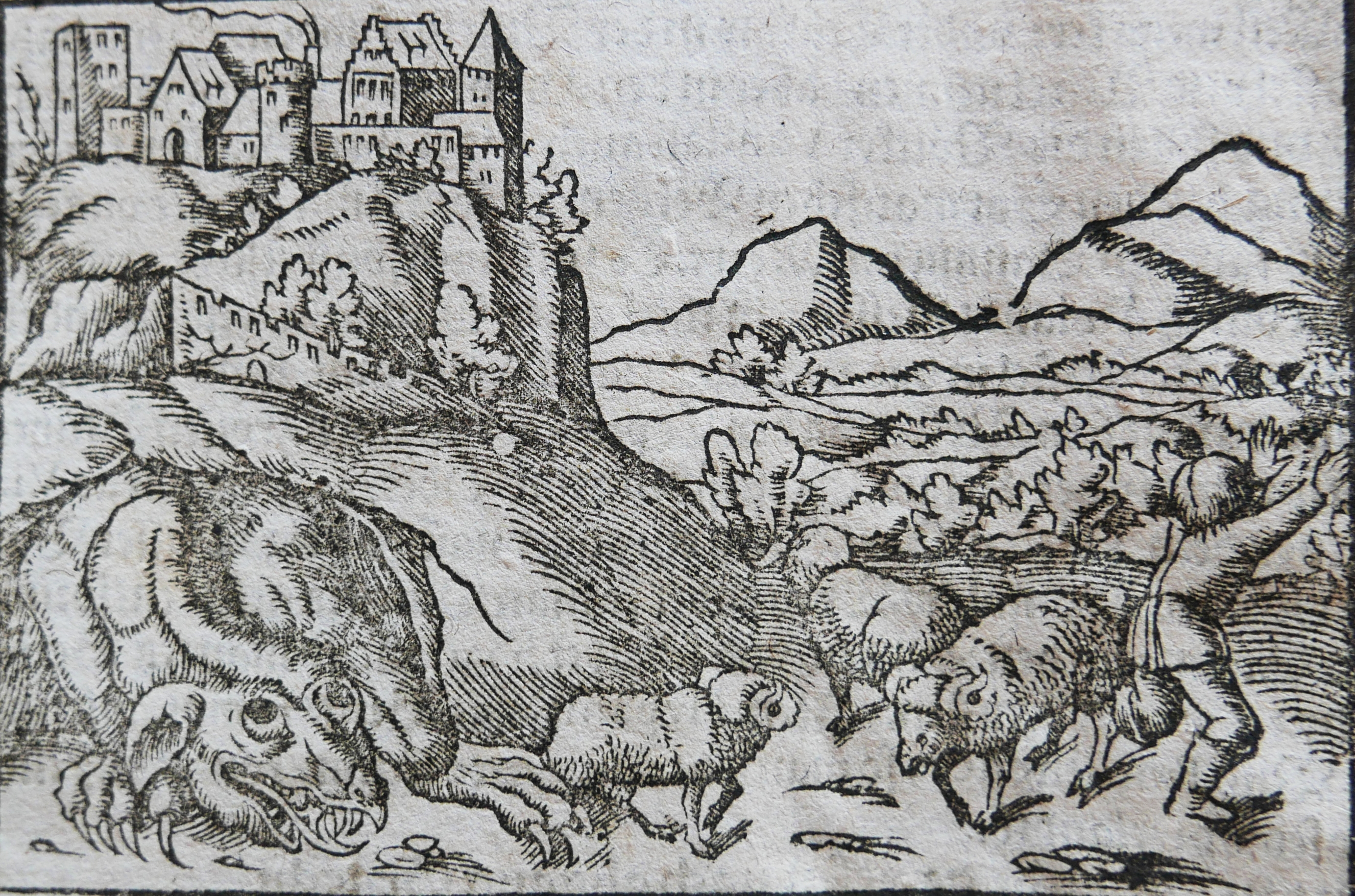